# Smarty
Smartyは、PHPで実装され、主にPHPアプリケーションで使用されるテンプレートエンジンである。テンプレート自体のキャッシュ機能を有している。ライセンスはLGPL。

## Smartyのテンプレート
{$title_text|escape} {$body_html} 
この{$title_text}や{$body_html}に割り当てるにはPHP側で:
```
$smarty
->
assign
(
'title_text'
,
 
'文字列'
);

```

と記述する必要がある。
```
<!DOCTYPE html>

<
html
 
lang
=
"ja"
>

<
head
>

   
<
meta
 
charset
=
"utf-8"
>

   
<
title
>
{
$title_text
|
escape
}
</
title
>

</
head
>

<
body
>
 
{
* これはコメントです。コンパイル時にはHTML出力されません。 *
}

{
$body_html
}

</
body
>
 
<!-- これはコメントです。コンパイル時にはHTML出力されません。 -->

</
html
>

```

## 特徴
- 高速に動作する[2]
- 独自の関数や修飾子を拡張可能[2]
- テンプレートの継承[2]

## バージョン2からバージョン3への変更点
バージョン2では以下のメンバ変数がpublicになっておりアクセスできるようになっているが、バージョン3からはprotectedになっていてアクセスできないようになっている:
```
$template_dir

$config_dir

$plugins_dir

$cache_dir

$compile_dir

```

その代わり以下のプロパティやメソッドを使うことでバージョン2と同じようになる:
```
TemplateDir

ConfigDir

PluginsDir

CompileDir

CacheDir

・public
 
function
 
setTemplateDir
(
$template_dir
,
 
$isConfig
 
=
 
false
)

引数
:<
$template_dir
>
テンプレートソースのディレクトリ

　　 
<
$isConfig
>
 
config_dir
 
を使うかどうかの指定
(
true
:
使用する
 
false
:
使用しない
)

・public
 
function
 
setConfigDir
(
$config_dir
)

引数
:<
$config_dir
>
 
設定ファイルのディレクトリ

・public
 
function
 
setPluginsDir
(
$plugins_dir
)

引数：
<
$plugins_dir
>
 
プラグインのディレクトリ

・public
 
function
 
setCompileDir
(
$compile_dir
)

引数：
<
$compile_dir
>
コンパイル済みテンプレートを貯めておくためのディレクトリ

・public
 
function
 
setCacheDir
(
$cache_dir
)

引数
:<
$cache_dir
>
 
テンプレートのキャッシュを貯めておくためのディレクトリ

```